# روزاموند جايكوب
كانت روزاموند جايكوب (13 أكتوبر 1888 - 11 أكتوبر 1960) كاتبة روائية وناشطة سياسية أيرلندية. نشطت طوال حياتها في الدفاع عن قضايا حق الاقتراع والجمهورية والاشتراكية.

## النشاط السياسي والكتابة
انخرطت جايكوب منذ صباها مع منظمات مثل الرابطة الغالية، والرابطة الوطنية الأيرلندية، وبنات أيرلندا، منظمة نسائية قومية راديكالية متفانية. كانت منذ عام 1905 عضوًا في حزب الشين فين إلى جانب شقيقها توم، وكانت روزاموند من افتتح أول فرع للشين فين في وترفورد عام 1906. وأصبحت روزاموند في نفس العام تتحدث اللغة الأيرلندية وتكتبها، لغةٌ انكبت على ممارستها حتى أصبحت طليقة بها. ومع ذلك، بات الوقت الذي تمضيه جايكوب في الرابطة الغالية يتسم بالضيق، إذ رأت في جوه الكاثوليكي قمعًا لمعتقداتها الناشئة في النسوية والنضال. وانضمت في عام 1908 إلى رابطة امتياز المرأة الأيرلندية، التي أسستها صديقتها وزميلتها النسوية هانا شيهي سكيفينغتون.
وخلال العقد الأول من القرن العشرين، عارضت الحرب العالمية الأولى على أساس أنها كانت «حربًا إمبريالية» وتظاهرت ضد محاولات جون ريدموند تجنيد رجال أيرلنديين في الجيش البريطاني. وانضمت في نفس الوقت تقريبًا إلى مجلس النساء الأيرلنديات وانتقدت المنظمة من داخلها لموقفها المتحفظ تجاه ريدموند. وخلال الفترة ذاتها، انتقدت جايكوب أيضًا مشروع قانون الحكم الداخلي الثالث، نظرًا لأنه لا يشتمل على أي شيء يخص حق المرأة في الاقتراع.
ظلت جايكوب فاعلة في وترفورد، تدعم وتقود مجموعات مثل نجدة الأصدقاء، مجموعة خيرية تابعة للكويكر، وانتُخبت أمينة للجنة الإصلاح الاجتماعي في وترفورد، لجنة سعت إلى معالجة المشكلات المحلية مثل المقامرة وإدمان الكحول. وفي عام 1917 مثلت وترفورد في المجلس الأعلى للشين فين، المنعقد في ذلك العام، ودفعت من خلاله إلى مزيد من الالتزام تجاه حق المرأة في الاقتراع. وخلال الانتخابات العامة الأيرلندية عام 1918، جالت لجمع الأصوات نيابة عن إيمون دي فاليرا، ولكن عند اجتماع المجلس الأول شعرت بخيبة أمل بسبب افتقاره إلى التمثيل النسائي.
نُشرت رواية جايكوب الأولى، تحت عنوان كالاغان، في 1920. كانت قد كتبتها في 1915، لكنها انتظرت خمس سنوات للعثور على ناشر يرغب في إعطائها فرصة. نُشرت كالاغان تحت الاسم المستعار «إف. وينثروب». تروي القصة تفاصيل علاقة رومانسية بين مناصرة بروتستانتية لحق الاقتراع وقومي كاثوليكي.
عارضت جايكوب المعاهدة الأنجلو- أيرلندية لعام 1921 ودعمت قضية الجيش الجمهوري الأيرلندي المناهض للمعاهدة في الحرب الأهلية الأيرلندية، ومع ذلك، فقد سعت إلى السلام قبل كل شيء، مثلما فعل الكثيرون في الحركة العمالية. وفي يوليو 1922، قادت، مع مود جون، ناشطات نسويات في دعوةٍ لوقف إطلاق النار بين الجانبين، ومع ذلك، قوبلت دعوتهن بالتجاهل. وفي عام 1923، اعتُقلت جايكوب وسُجنت في سجن ماونت جوي بعد أن اكتشفت الحكومة أن مقر قسم النشر والترويج لشين فين كان في منزل هانا شيهي سكيفينغتون، حيث كانت جايكوب تقيم. وشاركت في ذلك الوقت الزنزانة مع دوروثي ماكاردل، التي اصطفت حينها بحزم مع الجانب الجمهوري.